# Wilhelm II. (Oranien)

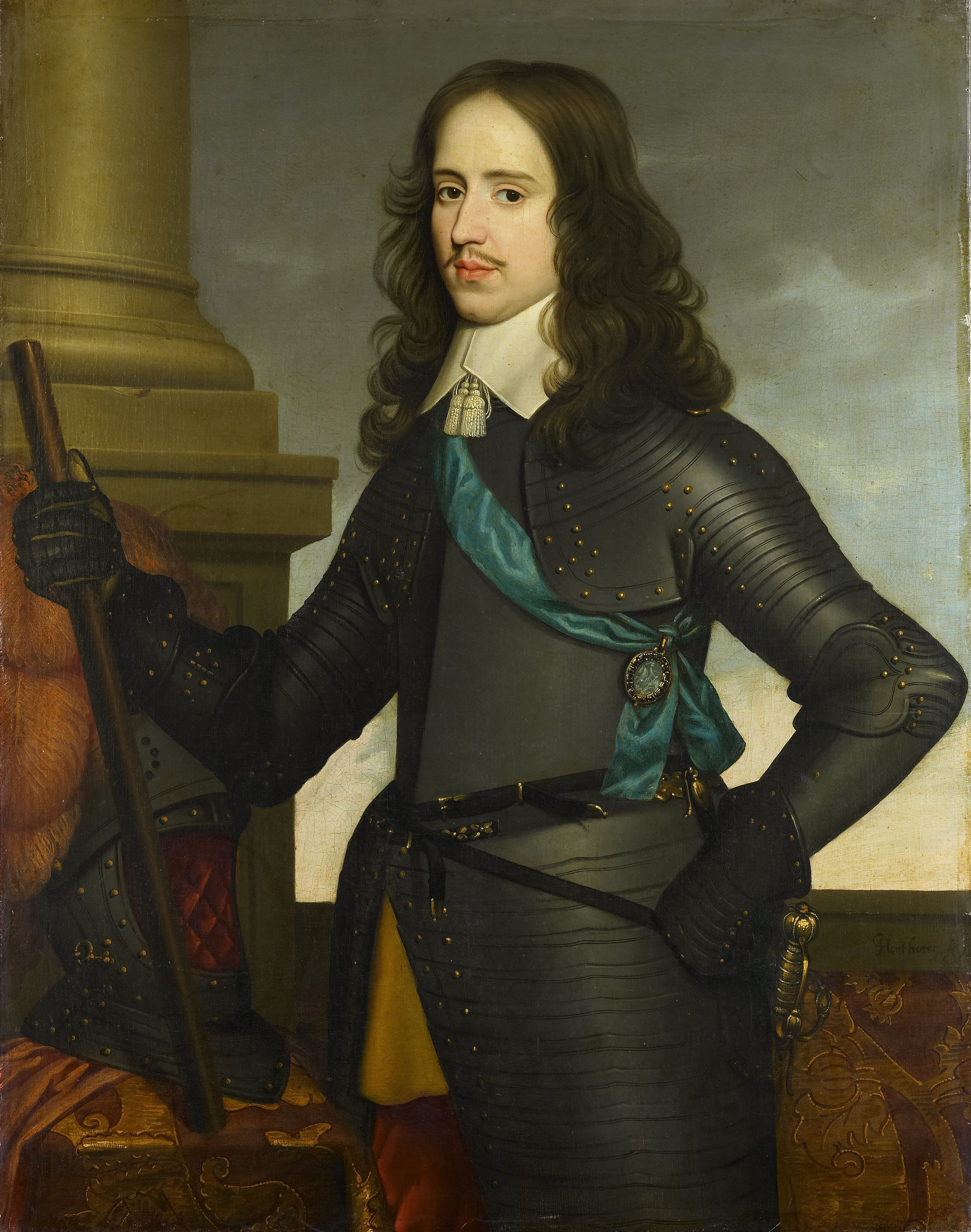
Gerrit van Honthorst, Prinz Wilhelm II., 1651, Het Loo

Wilhelm II. Prinz von Oranien (Niederländisch Willem, * 27. Mai 1626 in Den Haag; † 6. November 1650 ebenda) war ein Mitglied des Hauses Oranien-Nassau und ab 1647 Statthalter der Provinzen Holland, Zeeland, Utrecht, Overijssel, Geldern, Groningen und Drenthe innerhalb der Republik der Vereinigten Niederlande. Wie auch seine Vorfahren regierte er das Land zusammen mit den Generalstaaten, einer Versammlung von Repräsentanten jeder der Vereinigten Provinzen, die gewöhnlich jedoch nicht dominiert wurde durch die reichste und größte Provinz Holland.

## Leben

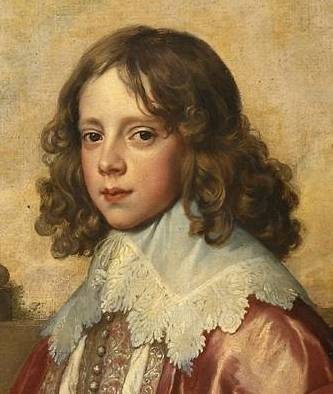
Prinz Wilhelm II. von Oranien im Alter von knapp 15, (Detailansicht aus einem Gemälde von Anthonis van Dyck, 1641)

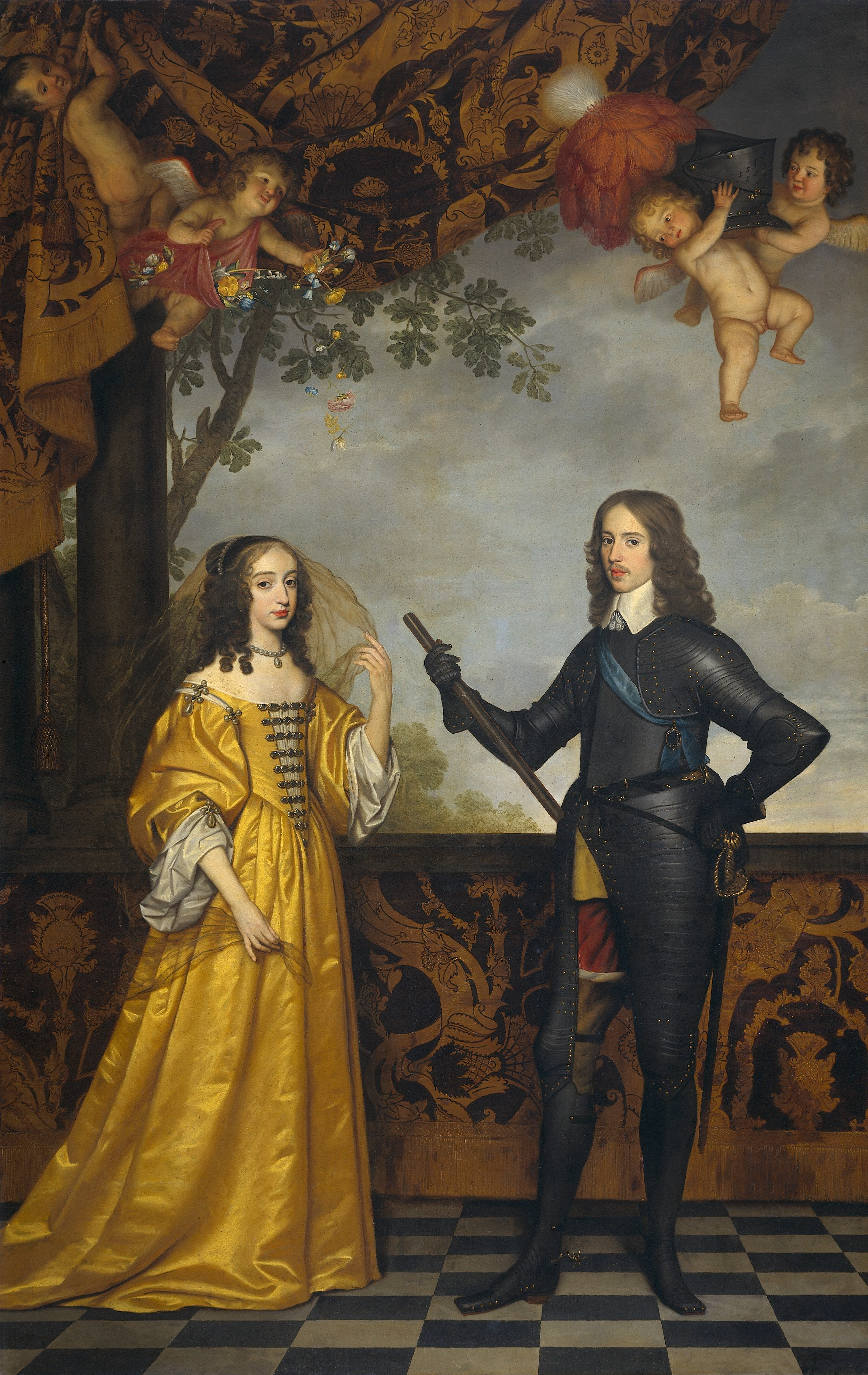
Gerrit van Honthorst: Prinz Wilhelm II. von Oranien und Prinzessin Maria Henrietta Stuart, Öl auf Leinwand, 1647, Rijksmuseum Amsterdam

Wilhelm (II.) war der Sohn von Fürst Friedrich Heinrich von Oranien und der Gräfin Amalie zu Solms-Braunfels.
Am 2. Mai 1641 heiratete er in der Königskapelle im Whitehall-Palast in London die neunjährige Princess Royal Maria Henrietta Stuart (1631–1660), älteste Tochter des englischen Königs Karl I. Stuart und der Prinzessin Henrietta Maria von Frankreich. Im Jahre 1642 setzte Maria mit ihrer Mutter nach Holland über und begann ab 1644 als Schwiegertochter des Statthalters am öffentlichen Leben teilzunehmen. Nach dem Tode seines Vaters am 14. März 1647 wurde Wilhelm II. Statthalter der meisten Provinzen innerhalb der  Republik der Vereinigten Niederlande. In Geheimverhandlungen mit Frankreich versuchte Wilhelm, sein Staatsgebiet unter eine zentrale Regierung zu stellen. Zusätzlich arbeitete er an der Wiedereinsetzung seines Schwagers Karl II. auf den Thron von England.

### Konflikt mit Holland
Die staatsrechtlichen Verhältnisse in der Republik waren nicht definiert; es war unklar, wer eigentlich das Land regierte. Wilhelm manövrierte sich schon am Beginn seiner Statthalterschaft in eine heftige Auseinandersetzung mit der Provinz Holland und der Stadt Amsterdam unter ihren mächtigen Regenten Andries Bicker und Cornelis de Graeff. 1648 stellte er sich gegen die Annahme des Westfälischen Friedens – die Beteiligung der Republik wurde seitens De Graeff und Bicker maßgeblich forciert – obwohl dieser die Unabhängigkeit der Niederlande anerkannte. Die danach erneut von Bicker verlangte Reduzierung des Heeres brachte eine Eskalation der Situation. 1650 wollte sich Wilhelm die holländischen Stadtregenten mittels eines Staatsstreichs gefügig machen. Diverse führende Köpfe wie Jacob de Witt wurden auf der Festung Loevestein inhaftiert, für die Gebrüder Bicker war gleiches vorgesehen. Der Angriff Wilhelms auf Amsterdam als Zentrum Hollands misslang, da seine Armee bei stürmischem und regnerischem Wetter in die Sümpfe gelockt wurde. Zudem ließen Andries und sein Bruder Cornelis Bicker die Deiche des Amstellandes fluten und die Stadttore von Amsterdam schließen. Der pragmatisch gesinnte, auf einen Ausgleich zwischen den beiden Machtblöcken bedachte De Graeff veranlasste allerdings, dass die Brüder Bicker ihres Amtes enthoben wurden, um so die noch junge Republik zu sichern. Als Wilhelm kurze Zeit später nach nur drei Jahren Regierungszeit an den Pocken verstarb, wurde zunächst kein neuer Statthalter mehr benannt.

### Ausblick
Wilhelms Tod leitete die Erste Statthalterlose Zeit ein, da in Holland und vier anderen Provinzen bis zum Rampjaar („Katastrophenjahr“) 1672 kein Statthalter eingesetzt wurde. In diesem Jahr trat sein Sohn, Wilhelm III., der acht Tage nach seinem Tod geboren worden war, die Nachfolge als Statthalter in den meisten Provinzen an und wurde 1689 an der Seite von Königin Maria II. König von England und Schottland.

## Nachkommen
Aus der Ehe mit Maria Henrietta Stuart ging ein Sohn hervor:
- Wilhelm III. (1650–1702), Statthalter der Niederlande und ab 1689 in Personalunion König von England und Irland und König von Schottland

⚭ 1677 seine Cousine Königin Maria II. (1662–1694)